# Nationaldivisioun (2020/2021)
Nationaldivisioun 2020/2021 – 107. edycja najwyższej klasy rozgrywkowej w Luksemburgu. W rozgrywkach wyjątkowo bierze udział 16 drużyn, a rozegranych zostanie 30 kolejek spotkań.

W sezonie 2019/20 tytuł mistrza kraju nie został przyznany z powodu pandemii COVID-19.

## Drużyny
| Uczestnicy poprzedniej edycji                                                                                 | Uczestnicy poprzedniej edycji | Uczestnicy poprzedniej edycji | Uczestnicy poprzedniej edycji |
| --- | ----------------------------- | ----------------------------- | ----------------------------- |
| FOL | Fola Esch                     | 1                             |                               |
| PRO | Progrès Niedercorn            | 2                             |                               |
| DIF | FC Differdange 03             | 3                             |                               |
| UTP | Union Titus Pétange           | 4                             |                               |
| DUD | F91 Dudelange                 | 5                             |                               |
| UNA | UNA Strassen                  | 6                             |                               |
| RAC | Racing FC                     | 7                             |                               |
| JES | Jeunesse Esch                 | 8                             |                               |
| VIC | Victoria Rosport              | 9                             |                               |
| ETZ | Etzella Ettelbruck            | 10                            |                               |
| HOS | US Hostert                    | 11                            |                               |
| MON | US Mondorf-les-Bains          | 12                            |                               |
| ROD | FC Rodange 91                 | 13                            |                               |
| RMH | RM Hamm Benfica               | 14                            |                               |
| Awans z Éierepromotioun 2019/2020                                                                             |                               |                               |                               |
| SWI | Swift Hesperange              | 1                             |                               |
| WIL | FC Wiltz 71                   | 2                             |                               |
| Oznaczenia: - kolumna pierwsza – skróty nazw drużyn, - kolumna trzecia – miejsce zajęte w poprzednim sezonie. |                               |                               |                               |

## Tabela
| Lp. | Drużyna             | M  | Z  | R  | P  | B+ | B- | +/– | Pkt | Kwalifikacja lub spadek                                                |
| --- | ------------------- | -- | -- | -- | -- | -- | -- | --- | --- | ---------------------------------------------------------------------- |
| 1   | Fola Esch (M)       | 30 | 21 | 5  | 4  | 89 | 35 | +54 | 68  | Kwalifikacja do Liga Mistrzów UEFA • I runda kwalifikacyjna            |
| 2   | F91 Dudelange       | 30 | 20 | 6  | 4  | 70 | 29 | +41 | 66  | Kwalifikacja do Liga Konferencji Europy UEFA • II runda kwalifikacyjna |
| 3   | Swift Hesperange    | 30 | 19 | 8  | 3  | 72 | 30 | +42 | 65  | Kwalifikacja do Liga Konferencji Europy UEFA • I runda kwalifikacyjna  |
| 4   | Racing FC           | 30 | 17 | 3  | 10 | 47 | 29 | +18 | 54  | Kwalifikacja do Liga Konferencji Europy UEFA • I runda kwalifikacyjna  |
| 5   | Progrès Niedercorn  | 30 | 15 | 8  | 7  | 48 | 30 | +18 | 53  |                                                                        |
| 6   | Differdange 03      | 30 | 13 | 6  | 11 | 51 | 48 | +3  | 45  |                                                                        |
| 7   | Wiltz               | 30 | 13 | 5  | 12 | 45 | 42 | +3  | 44  |                                                                        |
| 8   | Jeunesse Esch       | 30 | 12 | 7  | 11 | 41 | 43 | −2  | 43  |                                                                        |
| 9   | Hostert             | 30 | 9  | 10 | 11 | 47 | 56 | −9  | 37  |                                                                        |
| 10  | UNA Strassen        | 30 | 9  | 8  | 13 | 44 | 65 | −21 | 35  |                                                                        |
| 11  | Mondorf-les-Bains   | 30 | 7  | 7  | 16 | 33 | 56 | −23 | 28  |                                                                        |
| 12  | Rodange 91          | 30 | 6  | 10 | 14 | 27 | 52 | −25 | 28  |                                                                        |
| 13  | Victoria Rosport    | 30 | 8  | 3  | 19 | 37 | 67 | −30 | 27  |                                                                        |
| 14  | RM Hamm Benfica     | 30 | 5  | 11 | 14 | 33 | 48 | −15 | 26  |                                                                        |
| 15  | Etzella Ettelbruck  | 30 | 5  | 9  | 16 | 32 | 57 | −25 | 24  |                                                                        |
| 16  | Union Titus Pétange | 30 | 5  | 6  | 19 | 23 | 52 | −29 | 21  |                                                                        |

## Wyniki
| Gospodarz \ Gość    | DIF | ETZ | DUD | FOL | HOS | JEU | MON | PRO | RAC | RMH | ROD | SWI | UNA | UTP | VIC | WIL |
| ------------------- | --- | --- | --- | --- | --- | --- | --- | --- | --- | --- | --- | --- | --- | --- | --- | --- |
| Differdange 03      |     | 3–0 | 1–0 | 1–4 | 0–1 | 1–2 | 1–4 | 0–3 | 2–1 | 3–0 | 1–0 | 3–1 | 1–1 | 2–2 | 2–3 | 1–1 |
| Etzella Ettelbruck  | 0–3 |     | 0–3 | 3–2 | 2–2 | 1–1 | 0–1 | 0–1 | 0–2 | 2–1 | 1–1 | 0–0 | 2–4 | 2–2 | 4–0 | 1–3 |
| F91 Dudelange       | 3–1 | 3–0 |     | 2–0 | 1–1 | 0–0 | 3–0 | 1–0 | 1–1 | 4–3 | 5–1 | 2–3 | 1–1 | 3–0 | 2–0 | 3–3 |
| Fola Esch           | 5–0 | 3–0 | 5–0 |     | 5–2 | 1–1 | 2–3 | 4–3 | 3–2 | 4–0 | 4–1 | 2–2 | 4–1 | 4–0 | 2–0 | 5–0 |
| Hostert             | 4–5 | 3–0 | 2–1 | 3–3 |     | 1–1 | 4–4 | 0–3 | 0–5 | 0–3 | 3–3 | 0–3 | 2–4 | 2–0 | 3–1 | 1–2 |
| Jeunesse Esch       | 1–4 | 1–1 | 1–5 | 0–3 | 1–0 |     | 2–1 | 2–2 | 0–1 | 1–0 | 2–1 | 1–3 | 3–0 | 4–0 | 1–0 | 1–1 |
| Mondorf-les-Bains   | 1–3 | 2–3 | 0–3 | 1–2 | 1–1 | 2–3 |     | 0–1 | 3–2 | 0–0 | 0–0 | 1–1 | 1–4 | 0–1 | 2–2 | 0–3 |
| Progrès Niedercorn  | 1–1 | 3–1 | 1–2 | 1–1 | 0–0 | 2–0 | 1–0 |     | 2–0 | 4–1 | 1–1 | 2–5 | 2–1 | 3–2 | 3–2 | 2–0 |
| Racing FC           | 3–0 | 3–1 | 1–2 | 1–3 | 0–2 | 1–0 | 1–0 | 0–0 |     | 3–0 | 0–0 | 0–2 | 2–1 | 1–0 | 0–3 | 1–0 |
| RM Hamm Benfica     | 1–1 | 1–1 | 1–2 | 0–2 | 0–1 | 1–0 | 0–2 | 0–0 | 0–1 |     | 3–2 | 1–1 | 1–2 | 1–1 | 5–0 | 1–1 |
| Rodange 91          | 1–3 | 1–0 | 0–3 | 2–1 | 1–1 | 2–1 | 0–0 | 0–2 | 0–4 | 1–2 |     | 1–2 | 1–1 | 1–0 | 2–2 | 1–0 |
| Swift Hesperange    | 3–1 | 5–2 | 1–2 | 2–2 | 2–0 | 5–1 | 2–1 | 1–1 | 1–2 | 1–1 | 4–0 |     | 7–0 | 1–0 | 1–0 | 4–2 |
| UNA Strassen        | 1–1 | 1–1 | 2–6 | 1–4 | 3–2 | 0–5 | 3–0 | 0–4 | 2–1 | 1–1 | 1–1 | 2–2 |     | 4–1 | 1–3 | 2–0 |
| Union Titus Pétange | 0–2 | 0–2 | 0–3 | 1–2 | 1–1 | 1–2 | 0–1 | 1–0 | 0–5 | 0–0 | 0–1 | 0–1 | 2–0 |     | 2–0 | 5–1 |
| Victoria Rosport    | 3–2 | 0–3 | 0–4 | 1–5 | 0–3 | 2–3 | 3–4 | 1–0 | 1–2 | 2–2 | 3–1 | 0–4 | 2–0 | 3–0 |     | 0–2 |
| Wiltz               | 0–2 | 2–1 | 0–0 | 1–2 | 1–2 | 1–0 | 5–0 | 3–0 | 0–1 | 5–3 | 2–0 | 0–2 | 2–0 | 2–1 | 2–0 |     |

## Statystyki

### Najlepsi strzelcy
| Zawodnik             | Drużyna            | Bramki |
| -------------------- | ------------------ | ------ |
| Zachary Marvin Hadji | CS Fola Esch       | 33     |
| Hakim Abdallah       | Swift Hesperange   | 23     |
| Dominik Stolz        | Swift Hesperange   | 17     |
| Adel Bettaieb        | F91 Düdelingen     | 16     |
| Ryad Habbas          | Progrès Niedercorn | 16     |
| Dejvid Sinani        | CS Fola Esch       | 16     |
| Mana Dembele         | Racing FC          | 15     |
| Andreas Buch         | Differdange 03     | 14     |
| Maxime Deruffe       | FC RM Hamm Benfica | 14     |
| Benjamin Runser      | UNA Strassen       | 13     |

Źródło: transfermarkt

## Stadiony
| Klub                 | Stadion                                    | Miejscowość       | Pojemność |
| -------------------- | ------------------------------------------ | ----------------- | --------- |
| FC Differdange 03    | Stade Municipal de la Ville de Differdange | Differdange       | 3000      |
| Etzella Ettelbruck   | Stade Am Deich                             | Ettelbruck        | 2020      |
| F91 Dudelange        | Stade Jos Nosbaum                          | Dudelange         | 2558      |
| Fola Esch            | Stade Émile Mayrisch                       | Esch-sur-Alzette  | 3826      |
| US Hostert           | Stade Jos Becker                           | Hostert           | 1500      |
| Jeunesse Esch        | Stade de la Frontière                      | Esch-sur-Alzette  | 5090      |
| US Mondorf-les-Bains | Stade John Grün                            | Mondorf-les-Bains | 3600      |
| Progrès Niedercorn   | Stade Jos Haupert                          | Niederkorn        | 2800      |
| Racing FC            | Stade Achille Hammerel                     | Luksemburg        | 5814      |
| RM Hamm Benfica      | Terrain de Football Cents                  | Luksemburg        | 2800      |
| FC Rodange 91        | Stade Joseph Philippart                    | Rodange           | 3400      |
| Swift Hesperange     | Stade Alphonse Theis                       | Hesperange        | 4100      |
| UNA Strassen         | Complexe Sportif Jean Wirtz                | Strassen          | 2000      |
| Union Titus Pétange  | Stade Municipal de Pétange                 | Pétange           | 2400      |
| Victoria Rosport     | VictoriArena                               | Rosport           | 1000      |
| FC Wiltz 71          | Stade Géitz                                | Wiltz             | 2000      |